# Soeiro Fromarigues
Soeiro Fromarigues (1060 - Batalha de Vatalandi, próximo a Santarém, 1103) Foi um Cavaleiro medieval da nobreza do Condado Portucalense, foi Senhor de Grijó e patrono do Mosteiro de Grijó. Fez a doação de Casegas à Ordem dos Templários.
Veio a morrer na Batalha de Vatalandi, ocorrida nos arrebaldes da cidade de Santarém em 1103. 

## Relações familiares
Foi filho de Fromarico Viegas e de Ausenda. Casou em 1082 com Elvira Nunes "Aurea" (c. 1060 -?), de quem teve:
1. Nuno Soares de Grijó (1085 -?) casou por duas vezes, a primeira com Urraca Midiz e a segunda com Elvira Gomes.
2. Soeiro Soares de Grijó
3. Paio Soares de Grijó (1090 -?) casou por duas vezes, a primeira com Boa Viegas e a segunda com Maria Godins.
4. Pedro Soares de Grijó (c. 1090 -?) casou com Maria Rabaldes.
5. Ero Soares de Grijó.
6. Maior Soares de Grijó Casou com Mendo Gonçalves.
7. Ouroana Soares de Grijó casou por duas vezes, a primeira com Gonçalo Soares Mouro e a segunda com Gonçalo Guterres.
8. Salvador Soares de Grijó casou com Madredona Soares.